# Дылёв, Тимофей Петрович
Тимофе́й Петро́вич Дылёв — скульптор, основатель артели лепщиков Дылевых, которая создавала лепной декор выдающихся памятников архитектуры Санкт-Петербурга начала-середины XIX века.
Тимофей Дылёв был крепостным крестьянином из села Давыдково Романов-Борисоглебского уезда Ярославской губернии, которое славилось богатыми традициями лепного промысла.
В начале 1830-х Тимофей Дылёв и его четыре сына (Иван, Пётр, Полуэкт и Александр) отправились на заработки в Санкт-Петербург — столица активно строилась и постоянно нуждалась в квалифицированных зодчих. Согласно семейной легенде, первым объектом, над которым довелось работать Дылёву и сыновьям, стал Исаакиевский собор. Под началом итальянских скульпторов Дылёвы обучились методикам формовки и даже получили «в наследство» некоторые шаблоны, которые потом использовали на других проектах.
Дылёвым удалось получить широкую славу в Петербурге и выигрывать самые крупные государственные и частные заказы. В дальнейшем они работали в Новом Петергофе, Мариинском дворце, Сенате и Синоде, дворце Меньшикова в Ораниенбауме. В 1839-м артель Дылёва выполняла отделку в Царскосельском и Зимнем дворцах: 102 мастера из её штата занимались восстановлением зданий, пострадавших в пожаре 1837 года. Эту артель лепщиков приглашали ведущие зодчие эпохи — Огюст Монферран, Константин Тон. Известно, что Дылёвы были постоянными партнёрами Ивана Витали, благодаря его помощи им удалось выкупиться из крепостных. В 1887—1889 годах под руководством Леонтия Бенуа Иван Дылёв работал над лепниной Певческой капеллы на набережной Мойки, 20.
Собственный дом Дылёва на Обводном канале, 155, был построен в 1849-м году по проекту Ипполита Монигетти и украшен выразительной лепниной в стиле необарокко. Особняк служил не просто жильём, но и наглядной рекламой мастерства артели.